# Moala (souostroví)

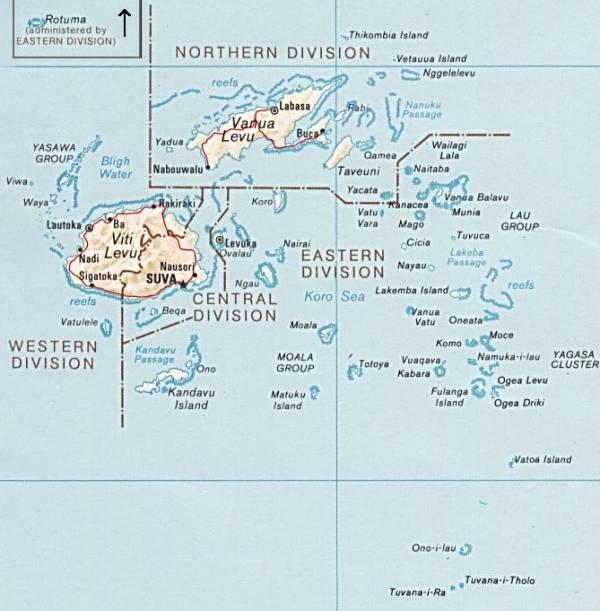
Fidži - detail

Souostroví Moala je podskupinou fidžijského souostroví Lau. Skládá se ze tří ostrovů (Matuku, Moala a Totoya). Nachází se na západě souostroví Lau.
Historicky bylo více spjaté s ostrovy Bau a Viti Levu nežli s souostrovím Lau. Souostroví Moala v polovině 19. století dobyl tonžsko-fidžijský válečník Enele Ma'afu a spojil jej s souostrovím Lau.
Nejvýznamnější hospodářskou činností je pěstování kokosu.